# Codici postali dell'Islanda
I codici di avviamento postale (CAP) in Islanda sono composti da 3 cifre seguiti dal nome del centro di distribuzione postale che di solito è il nome della città più vicina. 
In totale sono presenti 148 codici postali di cui 15 sono riservati agli uffici postali stessi, 2 sono riservati a grandi compagnie ed uno è utilizzato per scopi di ordinamento postale.

## Reykjavík
- 101 – Reykjavík
- 102 – Reykjavík (centro postale)
- 103 – Reykjavík
- 104 – Reykjavík
- 105 – Reykjavík
- 107 – Reykjavík
- 108 – Reykjavík
- 109 – Reykjavík
- 110 – Reykjavík
- 111 – Reykjavík
- 112 – Reykjavík
- 113 – Reykjavík
- 116 – Kjalarnes
- 121 – Reykjavík (ufficio postale)
- 123 – Reykjavík (ufficio postale)
- 124 – Reykjavík (ufficio postale)
- 125 – Reykjavík (ufficio postale)
- 127 – Reykjavík (ufficio postale)
- 128 – Reykjavík (ufficio postale)
- 129 – Reykjavík (ufficio postale)
- 130 – Reykjavík (ufficio postale)
- 132 – Reykjavík (ufficio postale)
- 150 – Reykjavík (compagnie ed istituzioni)
- 155 – Reykjavík (compagnie ed istituzioni)

## Suðurnes, compresa l'area della capitale fuori Reykjavík
- 170 – Seltjarnarnes
- 172 – Seltjarnarnes (ufficio postale)
- 190 – Vogar
- 200 – Kópavogur
- 201 – Kópavogur
- 202 – Kópavogur (ufficio postale)
- 203 – Kópavogur
- 210 – Garðabær
- 212 – Garðabær (ufficio postale)
- 220 – Hafnarfjörður
- 221 – Hafnarfjörður
- 222 – Hafnarfjörður (ufficio postale)
- 225 – Garðabær
- 230 – Reykjanesbær (Keflavík)
- 232 – Reykjanesbær (PO boxes)
- 233 – Reykjanesbær (Hafnir)
- 235 – Keflavíkurflugvöllur
- 240 – Grindavík
- 245 – Sandgerði
- 250 – Garður
- 260 – Reykjanesbær (Njarðvík)
- 270 – Mosfellsbær

## Ovest
- 300 – Akranes
- 301 – Akranes (rurale)
- 302 – Akranes (ufficio postale)
- 310 – Borgarnes
- 311 – Borgarnes (rurale)
- 320 – Reykholt
- 340 – Stykkishólmur
- 345 – Flatey á Breiðafirði
- 350 – Grundarfjörður
- 355 – Ólafsvík
- 356 – Snæfellsbær
- 360 – Hellissandur
- 370 – Búðardalur
- 371 – Búðardalur (rurale)
- 380 – Reykhólahreppur

## Westfjords
- 400 – Ísafjörður
- 401 – Ísafjörður (rurale)
- 410 – Hnífsdalur
- 415 – Bolungarvík
- 420 – Súðavík
- 425 – Flateyri
- 430 – Suðureyri
- 450 – Patreksfjörður
- 451 – Patreksfjörður (rurale)
- 460 – Tálknafjörður
- 465 – Bíldudalur
- 470 – Þingeyri
- 471 – Þingeyri (rurale)

## Strandir e nord ovest
- 500 – Staður
- 510 – Hólmavík
- 512 – Hólmavík
- 520 – Drangsnes
- 522 – Kjörvogur
- 523 – Bær
- 524 – Norðurfjörður
- 530 – Hvammstangi
- 531 – Hvammstangi (rurale)
- 540 – Blönduós
- 541 – Blönduós (rural)
- 545 – Skagaströnd
- 550 – Sauðárkrókur
- 551 – Sauðárkrókur (rurale)
- 560 – Varmahlíð
- 565 – Hofsós
- 566 – Hofsós (rurale)
- 570 – Fljót
- 580 – Siglufjörður

## Nord est
- 600 – Akureyri
- 601 – Akureyri (rurale)
- 602 – Akureyri (ufficio postale)
- 603 – Akureyri
- 610 – Grenivík
- 611 – Grímsey
- 620 – Dalvík
- 621 – Dalvík (rurale)
- 625 – Ólafsfjörður
- 630 – Hrísey
- 640 – Húsavík
- 641 – Húsavík (rurale)
- 645 – Fosshóll
- 650 – Laugar
- 660 – Mývatn
- 670 – Kópasker
- 671 – Kópasker (rurale)
- 675 – Raufarhöfn
- 680 – Þórshöfn
- 681 – Þórshöfn (rurale)
- 685 – Bakkafjörður
- 690 – Vopnafjörður

## Est
- 700 – Egilsstaðir
- 701 – Egilsstaðir (rurale)
- 710 – Seyðisfjörður
- 715 – Mjóifjörður
- 720 – Borgarfjörður eystri
- 730 – Reyðarfjörður
- 735 – Eskifjörður
- 740 – Neskaupsstaður
- 750 – Fáskrúðsfjörður
- 755 – Stöðvarfjörður
- 760 – Breiðdalsvík
- 765 – Djúpivogur
- 780 – Höfn í Hornafirði
- 781 – Höfn í Hornafirði (rurale)
- 785 – Öræfi

## Sud
- 800 – Selfoss
- 801 – Selfoss (rurale)
- 802 – Selfoss (ufficio postale)
- 810 – Hveragerði
- 815 – Þorlákshöfn
- 820 – Eyrarbakki
- 825 – Stokkseyri
- 840 – Laugarvatn
- 845 – Flúðir
- 850 – Hella
- 851 – Hella (rural)
- 860 – Hvolsvöllur
- 861 – Hvolsvöllur (rurale)
- 870 – Vík
- 871 – Vík (rural)
- 880 – Kirkjubæjarklaustur
- 900 – Vestmannaeyjar
- 902 – Vestmannaeyjar (ufficio postale)